# جون إتش. بويد
جون إتش. بويد هو قاضي ومحامي وسياسي أمريكي، ولد في 31 يوليو 1799 في Salem, New York ‏ في الولايات المتحدة، وتوفي في 2 يوليو 1868 في Whitehall, New York ‏ في الولايات المتحدة. نشط حزبياً في حزب اليمين. وقد انتخب عضو جمعية ولاية نيويورك ‏ وانتخب عضو مجلس النواب الأمريكي.